# 高橋瑞木
高橋 瑞木（たかはし みずき、1973年 - ）は、日本のキュレーター。

## 概要
東京に生まれる。
早稲田大学大学院で美術史専攻を修了。
CHAT（Centre for Heritage, Arts and Textile）エクゼクティブディレクター兼チーフキュレーター。
ロンドン大学東洋アフリカ学学院MAを修了後、森美術館開設準備室、水戸芸術館現代美術センターで学芸員を務め、2016年4月CHAT開設のため香港に移住。 
2026年ヴェネチア・ビエンナーレ日本館は、高橋瑞木・堀川理沙が史上初の共同キュレーション。 

## 企画
- 「Beuys in Japan：ボイスがいた8日間」（2009年）
- 「クワイエット・アテンションズ　彼女からの出発」（2011年）
- 「高嶺格のクールジャパン」（2012年）
- 「拡張するファッション」（2013年）
- 「Unfolding : Fabric of Our Life」（2019年）
- 「Unconstrained Textiles: Stitching Methods, Crossing Ideas」（2020年）[3]